# Comuna Kalinovac, Koprivnica-Križevci
Kalinovac este o comună în cantonul Koprivnica-Križevci, Croația, având o populație de 1.597 de locuitori (2011).

## Demografie
Componența etnică a comunei Kalinovac
     Croați (99,37%)
     Necunoscut (0,06%)
     Neclasificat (0,56%)
Componența confesională a comunei Kalinovac
     Catolici (98,12%)
     Necunoscută (0,63%)
     Alte religii (1,25%)
Conform recensământului din 2011, comuna Kalinovac avea 1.597 de locuitori. Din punct de vedere etnic, majoritatea locuitorilor (99,37%) erau croați. Apartenența etnică nu este cunoscută în cazul a 0,06% din locuitori. Din punct de vedere confesional, majoritatea locuitorilor (98,12%) erau catolici. Pentru 0,63% din locuitori nu este cunoscută apartenența confesională.